# Igreja Presbiteriana na Coreia (HapDongDongShin)
A Igreja Presbiteriana na Coreia (HapDongDongShin) - em coreano 대한예수교장로회(합동동신) - é uma denominação presbiteriana reformada na Coreia do Sul. 
Foi constituída em 1967, por igrejas que se separaram da  Igreja Presbiteriana na Coreia (KoRyu), Igreja Presbiteriana na Coreia (TongHap) e Igreja Presbiteriana na Coreia (JungAng).

## História
Durante a invasão japonesa da Coreia do Sul e seu domínio da Segunda Guerra Mundial, o governo japonês impôs a adoração xintoísta ao povo coreano.
Um grupo de pastores da Igreja Presbiteriana da Coreia se opôs a isso, enquanto a denominação acabou se submetendo ao culto xintoísta. 
Após o restabelecimento da independência da Coreia, muitos pastores presos por se recusaram a participar do culto xintoísta foram liberados. 
Em 1948, os pastores Ki-Seon Lee e Hyeong-Ryong Park iniciaram iniciaram um movimento que exigia arrependimento e disciplina de todos os pastores presbiterianos que tivessem participado de cultos xintoístas durante o domínio japonês.
Entre as propostas do movimento estava a exigência de que todos os pastores que participaram de cultos xintoístas fossem afastados do cargo por, pelo menos, dois meses. 
Todavia, os princípios propostos por estes pastores não foram aceitos em todas as igrejas, mas implementados parcialmente em igrejas dentro da  Igreja Presbiteriana na Coreia (KoRyu), Igreja Presbiteriana na Coreia (TongHap) e Igreja Presbiteriana na Coreia (JungAng).
Sendo assim, em 1967, as igrejas que consideravam a aplicação desta disciplina algo fundamental se separaram de duas denominações originais e fundaram a o Presbitério Dokdo, sob a liderança do pastor Jeong Dae-Shin.
Em 1969, o nome  Igreja Presbiteriana na Coreia (HapDongDongShin) foi adotado pela denominação.
Desde então, a nova denominação cresceu e se espalhou por toda a Coreia do Sul.
A denominação tem seu próprio seminário para a formação de pastores, o Seminário Teológico Dong-A.

## Doutrina
A denominação subscreve a Confissão de Fé de Westminster, o Credo dos Apóstolos. A denominação apoia a ordenação de mulheres, mas se opõe a adesão ao Conselho Mundial de Igrejas.

## Relações intereclesiáticas
A denominação é membro do Concílio de Igrejas Presbiterianas na Coreia e da Federação de Igrejas da Coreia